# Gerard von Brucken Fock
Gerard von Brucken Fock, né le 28 décembre 1859 à Coudekerque et mort le 15 août 1935 à Aerdenhout, est un pianiste et compositeur néerlandais.

## Biographie
Gerard von Brucken Fock est l'élève de Friedrich Kiel et de Woldemar Bargiel. Il compose notamment deux symphonies, un oratorio (De Wederkomst van Christus) et une sonate pour violon et piano.
Il est notamment connu aux Pays-Bas pour ses préludes pour piano et ses mélodies, qui ont acquis dans ce pays une grande renommée.